# Nedre Eiker
Nedre Eiker es un municipio de la provincia de Buskerud, Noruega. Tiene 21 154 habitantes según el censo de 2015 y su centro administrativo es la localidad de Mjøndalen. Pertenece al distrito tradicional de Eiker, un antiguo municipio que fue dividido en Nedre Eiker y Øvre Eiker el 1 de julio de 1885.

## Etimología
El nombre del municipio en nórdico antiguo era Eikjar. Es la forma plural de eiki, que significa «madera de roble». El significado de Nedre Eiker es «la parte inferior de Eiker».

## Geografía
Nedre Eiker se encuentra en la parte sur de Buskerud. Tiene frontera con los municipios de Lier, Drammen, Hof y Øvre Eiker. La mayoría de los residentes viven en las localidades de Mjøndalen, Krokstadelva, Solbergelva, y Steinberg.
El río Drammen, uno de los más largos de Noruega, atraviesa el municipio. Discurre desde Tyrifjorden al norte hasta Drammensfjord al sur.

## Residentes famosos
- Lars Korvald, antiguo primer ministro de Noruega.
- Herman Wildenvey, poeta y escritor.
- Svein Johannessen, Maestro Internacional de ajedrez.
- Jørn Hurum, paleontólogo.
- Ragnar Christiansen, antiguo ministro y miembro del Parlamento de Noruega.